# 近東

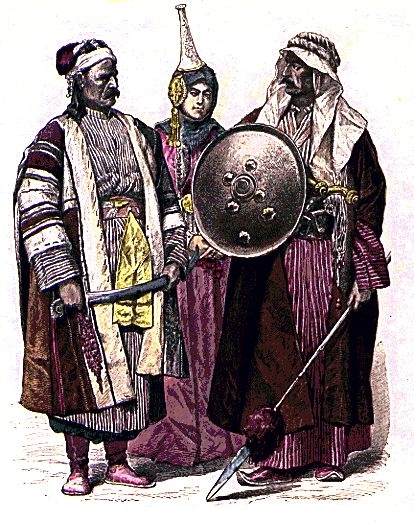
近東（19世紀後半）の住民

近東（きんとう、英語: Near East）とは、西ヨーロッパから見た文化の同一性や距離感によって、大まかに定義されるアジアの地域を指す。広義では、北アフリカの国々を含めることがある。

## 概念
元々は東方問題が焦点となる中で、オスマン帝国の領域を可視化する呼称として形成された。一方で「中東」は、イギリスの最も重要な植民地であったインドに至る地域（トルコ、エジプト、シリア、イラクなど）を指す呼称として形成された。

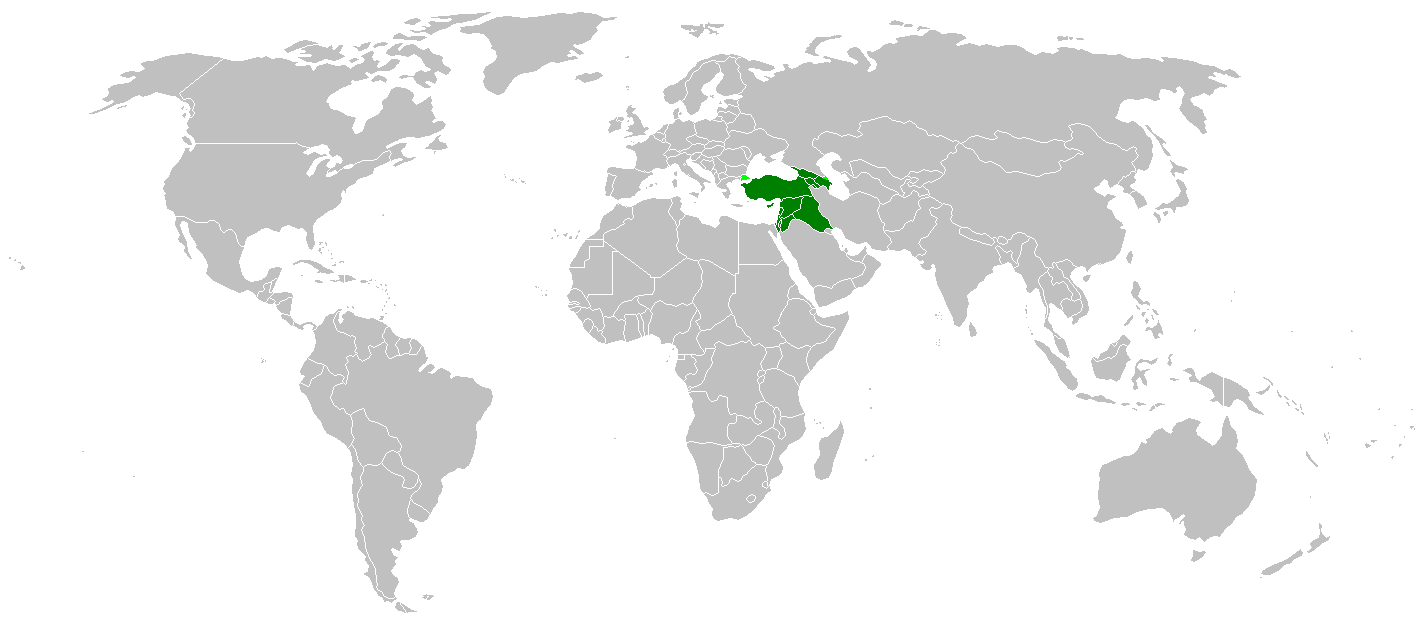
狭義の近東

19世紀には「中近東（Near and Middle East）」の呼称が一般的に使われていた。20世紀になり中東の概念が用いられるようになった結果として、極東（Far East）、中東（Middle East）、近東（Near East）の三分した呼称で地域が区分されるようになった。
19世紀の後半から第一次世界大戦にかけての「近東」の概念は、第二次世界大戦後の「中東」の範囲とかなり重なる地域を指しており、トルコやアラブ世界にバルカン半島を含む地域を指していた。一方、「近東」と並行して用いられる場合の「中東」の概念は、第二次世界大戦後に定着したものとは大きく異なるもので、イランとコーカサス、アフガニスタン、中央アジアだけでなく、広義にはインドシナ半島やトルキスタンに至る地域を含むことがあった。
第二次世界大戦後は中東と近東の区別が曖昧になり、ニューヨーク・タイムズは同じ地域に2つの呼称を使用していたが、1954年に表現を「中東」に統一した。また、アメリカも1957年のアイゼンハワー・ドクトリンで公式文書として初めて「中東」を使用し、1958年の国務省の見解で「中東」と「近東」は交換可能な用語と説明された。